# Jan Senbergs
Jan Senbergs (en letton : Jānis Šēnbergs), né en 1939 à Riga et mort en février 2024, est un artiste peintre et graveur australien d'origine lettone. 

## Biographie
Jan Senbergs naît à Riga en Lettonie le 29 septembre 1939 ou le 29 octobre 1939. 
Il arrive en Australie en 1950, à l'âge de 11 ans,. Il étudie à la Melbourne School of Printing and Graphic Art, et est assisté par Leonard French dans ses études indépendantes.
En grande partie autodidacte, il organise sa première exposition individuelle à Melbourne en 1960 à la Richman Gallery.
Il est brièvement peintre abstrait. Ses premières œuvres sont des paysages architecturaux symboliques, peints à l'émail dans un registre de tons bas. En 1964, il rejoint l'équipe d'artistes associés à la Rudy Komon (en) Art Gallery de Sydney.
En 1966, il reçoit la bourse Helena Rubinstein pour étudier en Europe pendant un an. 
Entre 1967 et 1980, il enseigne à l'Institut royal de technologie de Melbourne.
En 1987, il est invité à se rendre en Antarctique avec la division antarctique australienne à bord de l'Icebird pour le réapprovisionnement annuel des bases australiennes dans cette région. 
Il continue (en 2001) d'être une présence forte et imaginative dans la peinture figurative australienne. 
Il est décoré de l'Ordre d'Australie en 2003 pour sa contribution aux arts.
Jan Senbergs meurt en 2024.

## Expositions
- 1960 : Richman Gallery[6].
- 1973 : Biennale de São Paulo[4].

## Publication
- (en) Jan Senbergs : Voyage Six - Antarctica, Powell Street Gallery, 1988, 49 p. (ISBN 9780958939577, lire en ligne).